# Liste des châteaux du Gard
Cet article recense de manière non exhaustive les châteaux (de défense ou d'agrément), maisons fortes, mottes castrales, situés dans le département français du Gard.

## Liste
| Icône            | Signification    | Abréviations             | Abréviations                  | Abréviations             | Abréviations           |
| ---------------- | ---------------- | ------------------------ | ----------------------------- | ------------------------ | ---------------------- |
| Château fort     | Château fort     | = Bastide                | = Ferme fortifiée             | = Maison forte           | = (Néo-)Palladianisme  |
| Renaissance      | Renaissance      | = Château gascon         | = Folie (montpelliéraine)     | = Manoir, Gentilhommière | = Résidence épiscopale |
| Domaine viticole | Domaine viticole | = Classicisme, classique | = Forteresse, fort(ification) | = Maison (noble)         | = Style Beaux-Arts     |
| Palais           | Palais           | = Commanderie            | = Gothique (flamboyant)       | = Néo-baroque            | = Style Second Empire  |
| Ruine ou disparu | Ruine, disparu   | = Château pinardier      | = Hôtel particulier           | = Néo-classique          | = Style italianisant   |
|                  |                  | = Demeure seigneuriale   | ... = Style Louis XII...XVI   | = Néo-gothique           | = Style troubadour     |
|                  |                  | = Éclectisme             | = Logis (seigneurial)         | = Néo-Renaissance        | = Villa (de Nice)      |
| Baroque, rococo  | Baroque, rococo  | = Édifice religieux      | = Motte castrale/féodale      | = Pavillon de chasse     | = Styles du XXe siècle |

| Type                                          | Château                                    | Commune                             | Protection                                                                                   | Notes | Coordonnées                 | Illustration |
| --------------------------------------------- | ------------------------------------------ | ----------------------------------- | -------------------------------------------------------------------------------------------- | --- | --------------------------- | ------------ |
| Château fort · Ruine ou disparu               | Château d'Aigremont                        | Aigremont                           |                                                                                              | XIIIe et XIVe siècles, détruit 1792                                                                                          | 43° 57′ 57″ N, 4° 07′ 22″ E |              |
| Forteresse, fort(ification) · Château fort    | Remparts d'Aigues-Mortes (et le château)   | Aigues-Mortes                       | Classé MH (1903, 1921, 1921, 1928, 1929, 1964) · Notice no PA00102942 · Notice no IA00028246 | XIIIe siècle, Tour de Constance                                                                                              | 43° 34′ 07″ N, 4° 11′ 23″ E |              |
| Château fort · Renaissance · Ruine ou disparu | Château d'Aiguèze                          | Aiguèze                             |                                                                                              | VIIIe siècle, XIe et XIIIe siècles                                                                                           | 44° 18′ 12″ N, 4° 33′ 23″ E |              |
| Château fort · Ruine ou disparu               | Château d'Allègre                          | Allègre-les-Fumades                 | Inscrit MH (1997) · Notice no PA30000002                                                     | Moyen Âge | 44° 11′ 49″ N, 4° 15′ 56″ E |              |
| Château fort · Demeure seigneuriale           | Château d'Anduze                           | Anduze                              |                                                                                              | XIIIe et XIVe siècles, XVIe et XVIIe siècles                                                                                 | 44° 03′ 15″ N, 3° 59′ 14″ E |              |
| Classicisme, classique                        | Château d'Aramon                           | Aramon                              | Inscrit MH (1995) · Notice no PA00135380                                                     | XVIIIe et XIXe siècles | 43° 53′ 28″ N, 4° 40′ 52″ E |              |
| Classicisme, classique                        | Château d'Arpaillargues (Château d'Agoult) | Arpaillargues-et-Aureillac          | « Photo », notice no MHR91_20103000791                                                       | actuellement un hôtel | 43° 59′ 59″ N, 4° 22′ 23″ E |              |
| Château fort · Ruine ou disparu               | Château l'Arque                            | Baron                               | « Photo », notice no MHR91_20103001088                                                       | XIIe et XIVe siècles | 44° 02′ 34″ N, 4° 16′ 22″ E |              |
| Classicisme, classique                        | Château d'Assas (Hôtel de Faventines)      | Le Vigan                            | Classé MH (2002) · Inscrit MH (2002) · Notice no PA00103300                                  | XVIIIe siècle | 43° 59′ 24″ N, 3° 36′ 19″ E |              |
| Château fort · Classicisme, classique         | Château d'Aubais                           | Aubais                              | Inscrit MH (1998) · Classé MH (2010) · Notice no PA30000015                                  | XIVe et XVIe siècles, XVIIe et XIXe siècles                                                                                  | 43° 45′ 14″ N, 4° 08′ 45″ E |              |
| Château fort · Renaissance                    | Château d'Aubussargues                     | Aubussargues                        |                                                                                              | XIIIe et XVIIe siècles | 44° 00′ 24″ N, 4° 19′ 26″ E |              |
| Château fort · Ruine ou disparu               | Chateau d'Aujac                            | Aujac                               | Inscrit MH (1949) · Notice no PA00102963                                                     | XIIe et XIVe siècles | 44° 20′ 49″ N, 4° 01′ 38″ E |              |
| Château fort                                  | Château d'Aujargues                        | Aujargues                           | Inscrit MH (2014) · Notice no PA30000106                                                     | XVIIe siècle | 43° 47′ 10″ N, 4° 07′ 20″ E |              |
| Château fort                                  | Château d'Aumessas (Château de la Rode)    | Aumessas                            |                                                                                              | Moyen Âge, chambres d'hôtes, Photo                                                                                           | 43° 59′ 34″ N, 3° 30′ 07″ E |              |
| Château fort                                  | Château des Barbuts                        | Saint-André-de-Valborgne            |                                                                                              | Moyen Âge | 44° 08′ 51″ N, 3° 41′ 18″ E |              |
| Château fort · Classicisme, classique         | Château de Barjac                          | Barjac                              | Inscrit MH (1993) · Notice no PA00125481                                                     | XIIe et XIIIe siècles, XVIIe et XVIIIe siècles                                                                               | 44° 18′ 29″ N, 4° 20′ 46″ E |              |
|                                               | Château Barnier                            | Caissargues                         |                                                                                              | |                             |              |
|                                               | Château des barons d'Hierle                | Aulas                               |                                                                                              | |                             |              |
|                                               | Château de la Bastide d'Orniols            | Goudargues                          |                                                                                              | |                             |              |
|                                               | Château de la Bastide-d'Engras             | La Bastide-d'Engras                 |                                                                                              | |                             |              |
| Château fort · Ruine ou disparu               | Château de Beaucaire                       | Beaucaire                           | Classé MH (1875) · Notice no PA00102980                                                      | XIIe et XVIe siècles | 43° 48′ 35″ N, 4° 38′ 42″ E |              |
|                                               | Château de Beauvoisin                      | Beauvoisin                          |                                                                                              | |                             |              |
|                                               | Château de Bellecoste                      | Caissargues                         | « Photo », notice no MHR91_20103001946                                                       | |                             |              |
|                                               | Tour de Bellegarde                         | Bellegarde                          |                                                                                              | |                             |              |
|                                               | Château de Bellevue                        | Castillon-du-Gard                   |                                                                                              | |                             |              |
| Château fort · Ruine ou disparu               | Château de Belvézet                        | Belvézet                            | Inscrit MH (1998) · Notice no PA30000017                                                     | XIIe et XIVe siècles | 44° 04′ 59″ N, 4° 21′ 22″ E |              |
| Château fort · Classicisme, classique         | Château de Blauzac                         | Blauzac                             | Inscrit MH (2006) · Notice no PA30000061                                                     | XIVe et XVe siècles, XVIIe et XVIIIe siècles                                                                                 | 43° 57′ 52″ N, 4° 22′ 11″ E |              |
| Château fort · Ruine ou disparu               | Château de Boissières                      | Boissières                          |                                                                                              | Moyen Âge | 43° 46′ 25″ N, 4° 14′ 02″ E |              |
| Néo-classique                                 | Château de Bosc                            | Domazan                             |                                                                                              | XIXe siècle, musée du vélo et de la moto                                                                                     | 43° 56′ 51″ N, 4° 40′ 05″ E |              |
| Château fort                                  | Château de Boucoiran                       | Boucoiran-et-Nozières               | « Photo », notice no MHR91_20133000150                                                       | Moyen Âge | 43° 59′ 45″ N, 4° 11′ 06″ E |              |
| Château fort · Ruine ou disparu               | Château de Bouquet (Castellas du Bouquet)  | Bouquet                             |                                                                                              | Moyen Âge | 44° 08′ 57″ N, 4° 16′ 37″ E |              |
| Château fort · Classicisme, classique         | Château de Bréau                           | Bréau-Mars                          |                                                                                              | Moyen Âge, XVIIe siècle | 43° 59′ 22″ N, 3° 34′ 20″ E |              |
| Château fort · Ruine ou disparu               | Château de Brésis                          | Ponteils-et-Brésis                  | Inscrit MH (1997) · Notice no PA30000006                                                     | Moyen Âge | 44° 23′ 03″ N, 3° 58′ 57″ E |              |
| Château fort · Forteresse, fort(ification)    | Château de Brignon                         | Brignon                             | Inscrit MH (2008) · Notice no PA30000070                                                     | XIIe et XIIIe siècles, fortification d'agglomération                                                                         | 43° 59′ 21″ N, 4° 12′ 50″ E |              |
| Château fort · Néo-classique                  | Château des Buissières                     | Dions                               |                                                                                              | Moyen Âge, XIXe et XXe siècles                                                                                               | 43° 55′ 54″ N, 4° 17′ 40″ E |              |
|                                               | Château de Caladon                         | Bréau-Mars                          |                                                                                              | |                             |              |
| Maison (noble) · Renaissance                  | Hôtel de Calvières                         | Montfrin                            | Inscrit MH (2003) · Notice no PA30000049                                                     | XVIe et XIXe siècles | 43° 52′ 39″ N, 4° 35′ 33″ E |              |
|                                               | Château de Calvières                       | Vézénobres                          |                                                                                              | Château du XVIIIe siècle |                             |              |
| Hôtel particulier                             | Château de Calvisson                       | Calvisson                           | Inscrit MH (2011) · Notice no PA30000085                                                     | XVIIIe et XIXe siècles | 43° 47′ 08″ N, 4° 11′ 35″ E |              |
|                                               | Château de Campestre                       | Campestre-et-Luc                    |                                                                                              | |                             |              |
|                                               | Château de Candiac                         | Vestric-et-Candiac                  |                                                                                              | |                             |              |
|                                               | Château de la Capelle                      | Aulas                               |                                                                                              | |                             |              |
| Château fort · Ruine ou disparu               | Château de la Capelle                      | La Capelle-et-Masmolène             |                                                                                              | Moyen Âge | 44° 03′ 00″ N, 4° 32′ 00″ E |              |
|                                               | Château de Cardet                          | Cardet                              |                                                                                              | |                             |              |
|                                               | Château de Cassagnoles                     | Cassagnoles                         |                                                                                              | |                             |              |
| Château fort                                  | Château du Castellas                       | Saint-Bonnet-de-Salendrinque        | Classé MH (1980) · Notice no PA00103198                                                      | | 44° 02′ 14″ N, 3° 52′ 05″ E |              |
|                                               | Château de Castelnau Valence               | Castelnau-Valence                   |                                                                                              | |                             |              |
|                                               | Château de Castille                        | Argilliers                          |                                                                                              | |                             |              |
|                                               | Château de Castille                        | Gagnières                           |                                                                                              | |                             |              |
|                                               | Château de Caveirac                        | Caveirac                            |                                                                                              | |                             |              |
|                                               | Château de Clapices                        | Aulas                               |                                                                                              | | 43° 59′ 45″ N, 3° 35′ 12″ E |              |
|                                               | Château de Collias                         | Collias                             |                                                                                              | |                             |              |
| Château fort · Ruine ou disparu               | Tour de Concoules                          | Concoules                           |                                                                                              | Moyen Âge |                             |              |
|                                               | Château fort de Corconne                   | Corconne                            |                                                                                              | |                             |              |
|                                               | Château de Cornillon                       | Cornillon                           |                                                                                              | |                             |              |
|                                               | Château de Crouzas                         | Chamborigaud                        |                                                                                              | |                             |              |
|                                               | Château de la Devèze                       | Quissac                             |                                                                                              | |                             |              |
|                                               | Tour de Durfort                            | Durfort-et-Saint-Martin-de-Sossenac |                                                                                              | |                             |              |
|                                               | Château d'Espeyran                         | Saint-Gilles                        |                                                                                              | Château du XIXe siècle, abrite aujourd'hui le Centre national du microfilm et de la numérisation                             |                             |              |
|                                               | Château d'Espinassous                      | Lanuéjols                           |                                                                                              | |                             |              |
|                                               | Château de Fan                             | Lussan                              |                                                                                              | |                             |              |
|                                               | Château de la Fare                         | Cavillargues                        |                                                                                              | |                             |              |
|                                               | Château de la Fare                         | Cendras                             |                                                                                              | |                             |              |
|                                               | Château de Ferreyroles                     | Saint-Privat-de-Champclos           |                                                                                              | |                             |              |
|                                               | Château de Foissac                         | Foissac                             |                                                                                              | |                             |              |
|                                               | Château de Fontarèches                     | Fontarèches                         |                                                                                              | |                             |              |
|                                               | Château de Fourques                        | Fourques                            |                                                                                              | |                             |              |
|                                               | Château de Fressac                         | Fressac                             |                                                                                              | |                             |              |
|                                               | Château de Gajan                           | Gajan                               |                                                                                              | |                             |              |
|                                               | Château de Gallargues                      | Gallargues-le-Montueux              |                                                                                              | |                             |              |
|                                               | Château de Garons                          | Garons                              |                                                                                              | |                             |              |
|                                               | Château de Garrigues                       | Garrigues-Sainte-Eulalie            |                                                                                              | |                             |              |
|                                               | Château de Gaujac                          | Gaujac                              |                                                                                              | |                             |              |
|                                               | Château de Générac                         | Générac                             |                                                                                              | |                             |              |
|                                               | Château de Génolhac                        | Génolhac                            |                                                                                              | |                             |              |
|                                               | Château de Gicon                           | Chusclan                            |                                                                                              | |                             |              |
|                                               | Château de Grailhe                         | Campestre-et-Luc                    |                                                                                              | |                             |              |
|                                               | Château de la Grange                       | Concoules                           |                                                                                              | |                             |              |
| Château fort · Ruine ou disparu               | Château de Guillaume de Nogaret            | Calvisson                           |                                                                                              | Moyen Âge | 43° 46′ 54″ N, 4° 11′ 17″ E |              |
|                                               | Château d'Isis                             | Saint-Julien-de-la-Nef              |                                                                                              | |                             |              |
|                                               | Château de Lascours                        | Boisset-et-Gaujac                   |                                                                                              | |                             |              |
|                                               | Château de Lavit                           | Blandas                             |                                                                                              | |                             |              |
| Motte castrale ou féodale · Ruine ou disparu  | Château de Livières                        | Calvisson                           |                                                                                              | Moyen Âge | 43° 46′ 14″ N, 4° 11′ 04″ E |              |
|                                               | Château de Lussan                          | Lussan                              |                                                                                              | |                             |              |
|                                               | Château de Maransan                        | Bagnols-sur-Cèze                    |                                                                                              | |                             |              |
|                                               | Château de Mandajors                       | Saint-Paul-la-Coste                 |                                                                                              | |                             |              |
|                                               | Château de Montcalm                        | Avèze                               |                                                                                              | |                             |              |
|                                               | Château de Montcalm                        | Vestric-et-Candiac                  |                                                                                              | |                             |              |
|                                               | Château de Montdardier                     | Montdardier                         |                                                                                              | |                             |              |
| Château fort                                  | Château de Montfaucon                      | Montfaucon                          | Inscrit MH (1926) · Notice no PA00103082                                                     | Moyen Âge | 44° 04′ 34″ N, 4° 45′ 18″ E |              |
| Château fort · Classicisme, classique         | Château de Montfrin                        | Montfrin                            | Inscrit MH (1956) · Classé MH (1985) · Notice no PA00103083                                  | Moyen Âge, XVIIe et XVIIIe siècles, XIXe siècle                                                                              | 43° 52′ 38″ N, 4° 35′ 37″ E |              |
|                                               | Château de Montjoie                        | Chamborigaud                        |                                                                                              | |                             |              |
|                                               | Château de Nicolaï                         | Cavillargues                        |                                                                                              | |                             |              |
|                                               | Château du Plaisir                         | Aramon                              |                                                                                              | |                             |              |
|                                               | Château de Pondres                         | Villevieille                        |                                                                                              | |                             |              |
| Château fort                                  | Château de Portes                          | Portes                              |                                                                                              | |                             |              |
| Château fort · Classicisme, classique         | Château de Pouzilhac                       | Pouzilhac                           | Inscrit MH (1998) · Notice no PA30000014                                                     | XIIe et XVIIe siècles, XVIIIe et XIXe siècles                                                                                | 44° 02′ 30″ N, 4° 34′ 46″ E |              |
|                                               | Tour du Puech                              | Cendras                             |                                                                                              | |                             |              |
|                                               | Château de Roucaute                        | Bragassargues                       |                                                                                              | |                             |              |
|                                               | Château de Rousson                         | Rousson                             |                                                                                              | |                             |              |
|                                               | Château de Roux                            | Bragassargues                       |                                                                                              | |                             |              |
| Château fort · Classicisme, classique         | Château de Sabatier                        | Quissac                             |                                                                                              | Moyen Âge, XVIIIe siècle | 43° 55′ 35″ N, 3° 59′ 17″ E |              |
| Forteresse, fort(ification)                   | Fort Saint-André                           | Villeneuve-lès-Avignon              |                                                                                              | |                             |              |
|                                               | Château de Saint-Jean-du-Gard              | Saint-Jean-du-Gard                  |                                                                                              | |                             |              |
|                                               | Château de Saint-Laurent-le-Minier         | Saint-Laurent-le-Minier             |                                                                                              | |                             |              |
| Château fort · Classicisme, classique         | Château de Saint-Privat                    | Vers-Pont-du-Gard                   | Inscrit MH (1992) · Classé MH (1995) · Notice no PA00103292                                  | XIIe siècle, XVIIe et XVIIIe siècles                                                                                         | 43° 56′ 52″ N, 4° 31′ 00″ E |              |
|                                               | Château de Saint-Victor-de-Malcap          | Saint-Victor-de-Malcap              |                                                                                              | |                             |              |
|                                               | Château de Salze                           | Campestre-et-Luc                    |                                                                                              | |                             |              |
|                                               | Château de Serres                          | Bréau-Mars                          |                                                                                              | |                             |              |
|                                               | Château du Solier                          | Lasalle                             |                                                                                              | |                             |              |
|                                               | Château de Tagnac                          | Chamborigaud                        |                                                                                              | |                             |              |
|                                               | Château de Teillan                         | Aimargues                           |                                                                                              | |                             |              |
| Commanderie                                   | Commanderie de templiers                   | Montfrin                            | Inscrit MH (2003) · Notice no PA30000049                                                     | Moyen Age | 43° 52′ 41″ N, 4° 35′ 34″ E |              |
|                                               | Château de Theyrargues                     | Rivières-de-Theyrargues             |                                                                                              | |                             |              |
|                                               | Château d'Uzès                             | Uzès                                |                                                                                              | |                             |              |
|                                               | Château de Valcombe                        | Générac                             |                                                                                              | |                             |              |
| Classicisme, classique                        | Château de Valence                         | Castelnau-Valence                   | « Photo », notice no MHR91_20083060084                                                       | XVIIe siècle | 43° 59′ 49″ N, 4° 14′ 21″ E |              |
|                                               | Château de la Valette                      | Bez-et-Esparon                      |                                                                                              | |                             |              |
|                                               | Château fort de Valgarnide                 | Dourbies                            |                                                                                              | |                             |              |
|                                               | Fort Vauban                                | Alès                                |                                                                                              | |                             |              |
|                                               | Château de Vibrac                          | Durfort-et-Saint-Martin-de-Sossenac |                                                                                              | |                             |              |
|                                               | Château de Villevieille                    | Villevieille                        |                                                                                              | |                             |              |
|                                               | Château de Vissec                          | Vissec                              |                                                                                              | Premier château XIe siècle, puis Castellas du XVe siècle, puis nouveau château du XVIIe siècle sur des ruines des 2 premiers |                             |              |